# Cintractiaceae
De Cintractiaceae vormen een familie van de klasse branden (Ustilaginomycetes) uit de onderklasse van de Ustilaginomycetidae. Het typegeslacht is Cintractia.

## Geslachten
Volgens Index Fungorum bestaat het uit de volgende geslachten:
- Cintractia
- Tolyposporium